# 台 (鎌倉市)
台（だい）は、神奈川県鎌倉市の地名。現行行政地名は台一丁目から五丁目及び大字台。住居表示は一丁目から五丁目が実施済み区域、大字台は未実施区域。郵便番号247-0061（集配局 : 大船郵便局）。

## 地理
鎌倉市北部の大船地域に属し、北側に大船観音を望むことができる柏尾川東岸にあたる。地域は柏尾川と東海道線に挟まれた東北から南西に約1500m、最大幅100m程度の細長い台1丁目と、台1丁目の中央部に接し横須賀線北鎌倉駅のある東南に掛けて2kmほどの台2〜5丁目及び大字台の2つの区域に分かれ、台1丁目とそのほかの地域を合わせると「人」の字型になる。
鎌倉市の行政区分では台1丁目のみ玉縄地域に分類され、そのほかは大船地域に分類される。
西は柏尾川を境界に岡本、南は丘陵地の山崎と、東は山ノ内と接し、北側は大部分を柏尾川の支流である小袋谷川を境界に小袋谷と接しているが、わずかに大船や高野、横浜市栄区笠間とも接している。
地域は全体的に平坦な低地であるが、南部は隣接する山崎を中心とする丘陵地の一端をなす斜面となっている。利用状況としては全体的に住宅地となっているが、東海道線に沿った地域では工場も点在する。地域的に大船駅および北鎌倉駅に近いため、「大船」「北鎌倉」の名を冠した施設・店舗も少なくない。
鎌倉の入口として道路が集中し、鉄道とも複雑に絡み合っているため、地域内東西の道路で渋滞を起こす。小袋谷との境界にある小袋谷交差点は渋滞の名所として、台1丁目と2丁目の境界にある東海道線との「鎌倉（客貨）踏切」は開かずの踏切として知られる。
交通機関としては地域の西部では大船駅、富士見町駅が利用され、東南部では北鎌倉駅が利用される。

### 地価
住宅地の地価は、2023年（令和5年）1月1日の公示地価によれば、台字西ノ台1432番4の地点で21万1000円/m2、
台4-12-28の地点で20万1000円/m2となっている。

## 世帯数と人口
2023年（令和5年）9月1日現在（鎌倉市発表）の世帯数と人口は以下の通りである。
| 大字・丁目 | 世帯数    | 人口     |
| ---------- | --------- | -------- |
| 台         | 933世帯   | 2,042人  |
| 台一丁目   | 451世帯   | 801人    |
| 台二丁目   | 840世帯   | 1,436人  |
| 台三丁目   | 706世帯   | 1,480人  |
| 台四丁目   | 763世帯   | 1,615人  |
| 台五丁目   | 1,170世帯 | 2,762人  |
| 計         | 4,863世帯 | 10,136人 |

### 人口の変遷
国勢調査による人口の推移。
| 年                 | 人口   |
| ------------------ | ------ |
| 1995年（平成7年）  | 8,452  |
| 2000年（平成12年） | 8,206  |
| 2005年（平成17年） | 9,167  |
| 2010年（平成22年） | 9,520  |
| 2015年（平成27年） | 10,099 |
| 2020年（令和2年）  | 10,170 |

### 世帯数の変遷
国勢調査による世帯数の推移。
| 年                 | 世帯数 |
| ------------------ | ------ |
| 1995年（平成7年）  | 3,567  |
| 2000年（平成12年） | 3,575  |
| 2005年（平成17年） | 4,032  |
| 2010年（平成22年） | 4,194  |
| 2015年（平成27年） | 4,496  |
| 2020年（令和2年）  | 4,760  |

## 学区
市立小・中学校に通う場合、学区は以下の通りとなる（2017年7月時点）。
| 大字・丁目 | 番地                   | 小学校             | 中学校             |
| ---------- | ---------------------- | ------------------ | ------------------ |
| 台         | 1880～2062             | 鎌倉市立小坂小学校 | 鎌倉市立岩瀬中学校 |
| 台         | 1140 1143-1 1146～1879 | 鎌倉市立山崎小学校 | 鎌倉市立大船中学校 |
| 台一丁目   | 全域                   | 鎌倉市立玉縄小学校 | 鎌倉市立玉縄中学校 |
| 台二丁目   | 全域                   | 鎌倉市立山崎小学校 | 鎌倉市立大船中学校 |
| 台三丁目   | 全域                   | 鎌倉市立山崎小学校 | 鎌倉市立大船中学校 |
| 台四丁目   | 全域                   | 鎌倉市立山崎小学校 | 鎌倉市立大船中学校 |
| 台五丁目   | 全域                   | 鎌倉市立山崎小学校 | 鎌倉市立大船中学校 |

## 産業

### 事業所
2021年（令和3年）現在の経済センサス調査による事業所数と従業員数は以下の通りである。
| 大字・丁目 | 事業所数  | 従業員数 |
| ---------- | --------- | -------- |
| 台         | 30事業所  | 125人    |
| 台一丁目   | 29事業所  | 205人    |
| 台二丁目   | 49事業所  | 648人    |
| 台三丁目   | 52事業所  | 387人    |
| 台四丁目   | 24事業所  | 89人     |
| 台五丁目   | 32事業所  | 296人    |
| 計         | 216事業所 | 1,750人  |

### 事業者数の変遷
経済センサスによる事業所数の推移。
| 年                 | 事業者数 |
| ------------------ | -------- |
| 2016年（平成28年） | 236      |
| 2021年（令和3年）  | 216      |

### 従業員数の変遷
経済センサスによる従業員数の推移。
| 年                 | 従業員数 |
| ------------------ | -------- |
| 2016年（平成28年） | 1,806    |
| 2021年（令和3年）  | 1,750    |

## 交通

### 鉄道
- 東日本旅客鉄道
  - 東海道本線、横須賀線、京浜東北線（根岸線）
    - 所在地としての駅は存在しないが、大船駅西口一帯は台1丁目となる。
    - また、横須賀線から鎌倉車両センター深沢地区（旧大船工場）への引込線が存在した。

- 湘南モノレール
  - 江の島線
    - 富士見町駅

### バス
- 江ノ電バス
  - 鎌倉営業所
- 京浜急行バス
  - 鎌倉営業所

### 道路
- 神奈川県道21号横浜鎌倉線（鎌倉街道）
- 神奈川県道302号小袋谷藤沢線
- 京浜急行線 かつて存在した日本初の有料道路。現在は鎌倉市道となっている。

## 施設
- 大船警察署台交番
- 大船体育館
- 台公会堂
- 市場公会堂
- 北鎌倉病院
- 湘南鎌倉人工関節センター
- 台郵便局
- デンカ大船工場
- シンロイヒ大船工場
- 塩釜神社
- 八幡神社
- 稲荷神社
- 神明神社
- 水天宮
- 神奈川縣護国神社